# Свети Атанасий (Габалавци)
Вижте пояснителната страница за други значения на Свети Атанасий.
„Свети Атанасий Велики“ или „Свети Атанас“ (на македонска литературна норма: „Свети Атанас“, „Свети Атанасиј“) е възрожденска православна църква в битолското село Габалавци, Северна Македония. Църквата е под управлението на Преспанско-Пелагонийската епархия на Македонската православна църква.
Църквата е гробищен храм и е изградена в 1890 година върху основите на по-стар храм. Обновявана е в 1926 и в 1980 година. В храма има икони от 1872 година, дело на крушевския майстор Коста Анастасов.